# 宮崎県立日南振徳高等学校
宮崎県立日南振徳高等学校（みやざきけんりつにちなんしんとくこうとうがっこう）は、宮崎県日南市大字板敷に所在する、2009年度に開校した宮崎県南那珂地区（日南市、串間市）における総合制専門高校である。2010年度まで宮崎県立日南工業高等学校と併設され、学校施設を引き継いでいる。
開校により、日南市の公立高等学校は日南市飫肥地区にほぼ集約（ほかに宮崎県立日南高等学校がある）されることとなった。
宮崎県内の総合制専門学校は2008年度 小林市に開校した宮崎県立小林秀峰高等学校に次いで2校目である。

## 設置学科
- 地域農業科
- 機械科
- 電気科
- 商業科
- 経営情報科
- 福祉科

## 所在地
- 〒889-2532　宮崎県日南市大字板敷410

最寄り駅JR日南線飫肥駅

## 設立の経緯
南那珂地区においては、少子化および過疎化により生徒数が急減しており、2009年度以降、単体の高等学校として運営が困難になる1学年2学級以下となる見込みとなった宮崎県立日南振徳商業高等学校、宮崎県立日南農林高等学校および宮崎県立日南工業高等学校の3校を統合・再編し、地域の産業の担い手の育成をはかり、適正な教育環境を提供することを目的に設置された。

## 校名の由来
校名に含まれる振徳は、かつて日南市を治めた伊東氏飫肥藩にあって、明治時代の外交官小村寿太郎も学んだ藩校「振徳堂」に由来する。統合される3校のひとつである日南振徳商業高校にも用いられているが、南那珂地区において由緒ある名称であることから、公募を経て再び採用されることとなった。

## 著名な出身者
- 甲斐孝太郎 - バレーボール選手
- 甲斐優斗 - バレーボール選手